# Ristantia
Ristantia es un género con tres especies de plantas de la familia Myrtaceae. Es originario de  Queensland en Australia.

## Especies
- Ristantia gouldii Peter G.Wilson & B.Hyland, Telopea 3: 267 (1988).
- Ristantia pachysperma (F.Muell. & F.M.Bailey) Peter G.Wilson & J.T.Waterh., Austral. J. Bot. 30: 443 (1982).
- Ristantia waterhousei Peter G.Wilson & B.Hyland, Telopea 3: 268 (1988).